# Marcello Ciolli
Marcello Ciolli, né le 26 août 1928 à Figline Valdarno en Toscane et mort en 2014, est un coureur cycliste italien, professionnel de 1951 à 1955. Son frère Emilio Ciolli fut également coureur professionnel.

## Palmarès
- 1947
  - Circuit de Cesa
- 1949
  -  Champion d'Italie sur route amateurs
  - Gran Premio Montanino
  - 2e de la Coppa Bologna
- 1950
  - Trofeo Aliprandi
- 1951
  - Coppa Ciuffenna

## Résultats sur les grands tours

### Tour d'Italie
5 participations
- 1951 : 53e
- 1952 : 66e
- 1953 : 48e
- 1954 : 57e
- 1955 : abandon